# Mentzelia procera
Mentzelia procera är en brännreveväxtart som först beskrevs av Elmer Ottis Wooton och Standl., och fick sitt nu gällande namn av J.J.Schenk och L.Hufford. Mentzelia procera ingår i släktet Mentzelia och familjen brännreveväxter. Inga underarter finns listade i Catalogue of Life.